# برويز أباد (شاهين دج)
برويز أباد هي قرية في مقاطعة شاهين دج، إيران. عدد سكان هذه القرية هو 17 في سنة 2006.